# كيته كولر
كيته كولر (بالألمانية: Käthe Köhler)‏ هي غطاسة ألمانية، (ولدت في هامبورغ في ألمانيا 1913  م).

## وصلات خارجية
- كيته كولر على موقع الاتحاد الدولي للسباحة (الإنجليزية)
- كيته كولر على موقع اللجنة الأولمبية الدولية (الإنجليزية)
- كيته كولر على موقع أوليمبيديا (الإنجليزية)